# Chromaluminiumoxide
Chromaluminiumoxide sind anorganische Verbindungen, die aus Aluminiumoxid (Al2O3) sowie wechselnden Mengen von Chrom(III)-oxid (Cr2O3) bestehen. Das bekannteste Chromaluminiumoxid ist der Rubin, der zu den Korund-Mineralien zählt. Künstliche Rubine waren in den ersten Lasern enthalten.

## Strukturüberlegungen
Da die Ionen- und Atomradien von Aluminium und Chrom ähnliche Größe besitzen, kann für ein Mischsystem aus Al2O3 und Cr2O3 die Bildung von Mischkristallen erwartet werden. Durch die geringen Unterschiede der Radien sowie den unterschiedlichen Bindungscharakter der Metall-Sauerstoff-Bindungen sind die Mischkristalle jedoch je nach Zusammensetzung strukturell verzerrt und es zeigt sich sogar eine temperaturabhängige Mischungslücke, die erst bei 800 °C verschwindet.

## Bekannte Typen
- Mischkristalle mit minimalem Cr2O3-Gehalt (dotiertes Aluminiumoxid) sind rötlich-transparent mit Korund-Struktur und werden als künstliche Rubine in Lasern eingesetzt.
- Mischkristalle von α-Aluminiumoxid mit einem Chrom(III)-oxid-Gehalt von einem bis zu weniger als neun Mol-% sind homogen und zeigen eine rote Farbe. Als Beschichtungsmaterial von Zerspanungswerkzeugen mit dem PVD-Verfahren eingesetztes keramikartiges Chromaluminiumoxid dieser Zusammensetzung hat eine rosa Farbe und besitzt ähnliche Eigenschaften wie reines Aluminiumoxid. Diese thermisch stabilen Mischkristalle werden durch Zusammenschmelzen von α-Al2O3 mit α-Cr2O3 dargestellt.
- Mischkristalle von α-Al2O3 mit exakt neun Mol-% Cr2O3 bilden ein rissiges, rötlich gefärbtes Material, das sich bei der Röntgenstrukturanalyse im Vergleich zum Korund als deutlich verzerrter Kristall erweist.[1]